# Йордан Иванов (революционер)
Вижте пояснителната страница за други личности с името Йордан Иванов.
Йордан Иванов, наричан Алнико и Беснико, е български революционер, щипски деец на Вътрешната македоно-одринска революционна организация.

## Биография
Йордан Иванов е роден в 1886 година в град Куманово. Работи като учител и има анархистични убеждения. Влиза във ВМОРО и става секретар при Васил Аджаларски и четник Тодор Александров. През лятото на 1908 година заедно с Кочо Аврамов, Владимир Сланков и Чавдаров прави неуспешен опит за атентат срещу Яне Сандански в Цариград.
От 1909 до 1911 година е войвода в родното си Кумановско и Щипско. Четата му е екипирана еднократно от Викентий Попанастасов.
На 15 срещу 16 октомври 1910 година четата на Йордан войвода извършва атентат на железопътната линия край Табановце. Във връзка с атентата силно пострадва съседното българско село Горно Коняре, където са арестувани и бити много селяни.
На 31 януари 1911 година родната му махала е блокирана от войска и жандармерия, за да търси войводата, но акцията е безуспешна.
Загива на 8 август 1911 година в Сарчиево заедно със Салтир от Неманци и Санде Циклев от Ново село, Щипско. Убити са докато обядват в една къща от четата на Иван Бърльо. Иван Михайлов твърди, че е убит по заповед на Тодор Александров, заради близките му отношения с анархиста Викентий Попатанасов. Според Михаил Думбалаков е убит по заповед на Тодор Александров, макар да му е близък приятел, тъй като се очертава като претендент за водачеството на Скопския революционен окръг.